# Arenawirusy
Arenawirusy (łac. Arenaviridae, z łac. arenosus - piaszczysty) - rodzina wirusów, charakteryzujących się następującymi cechami:
- Symetria: złożona, w istocie nukleoproteina składa się ze zwiniętych superhelikalnie dwóch okrągłych fragmentów kwasu nukleinowego
- Otoczka lipidowa: występuje
- Kwas nukleinowy: ssRNA(-), kolisty, segmentowany
- Replikacja: zachodzi w cytoplazmie
- Wielkość: 50-300 nm, wiriony są silnie pleomorficzne
- Gospodarz: kręgowce
- Cechy dodatkowe: wirusy te roznoszone są przez wydaliny gryzoni

Systematyka arenawirusów obejmuje następujące grupy:
- Rodzina: Arenaviridae (Arenawirusy)
  - Rodzaj: Arenavirus
    - Lassa virus (LASV), zwyczajowo gorączka Lassa
    - Arenavirusy Nowego Świata
      - Junin virus (JUNV), zwyczajowo wirus Junin
      - Machupo virus (MACV), zwyczajowo wirus Machupo
      - Guanarito virus (GTOV), zwyczajowo wirus Guanarito
      - Sabia virus (SABV), zwyczajowo wirus Sabia

  - Rodzaj: Deltavirus
    - Hepatitis delta virus (HDV), zwyczajowo wirus zapalenia wątroby typu D

Największe znaczenie medyczne mają arenawirusy starego świata (głównie wirus gorączki Lassa) oraz arenawirusy nowego świata, które wywołują charakterystyczne dla danego regionu gorączki krwotoczne. HDV natomiast może brać udział w patogenezie zapaleń wątroby, ale jest on zależny w rozwoju od HBV.